# Корхой
Корхой (чечен. Кхурие) — покинутый аул в Итум-Калинском районе Чеченской Республики.

## География
Аул расположен в бассейне реки Аргун, на левом берегу реки Кериго, к юго-западу от районного центра Итум-Кали.
Ближайшие развалины бывших аулов: на севере — бывший аул Пэрой, на северо-востоке — бывший аул Целахой и село Люнки, на северо-западе — бывшие аулы Шундили и Пежей, на юго-востоке — бывший аул Сакенхой, на западе — бывший аул Хахичу, на юго-западе — бывший аул Чамги.

## История
До наших дней здесь, на левом берегу п. пр. Чатийн Орга — Щийлахойн эрк, по-над руинами древнего аула Кхурие сохранилась Священная роща. Она поднимается треугольником по склону Т1уйлийн лам, окаймляемая двумя стремительными речушками Хьеран эрк и Б1осташ 1ин. Священная роща состоит из сосны (ез) — священного дерева богини Маьлха Аьзни (Изида).